# Huehuetlán el Grande
Huehuetlán el Grande là một đô thị thuộc bang Puebla, México. Năm 2005, dân số của đô thị này là 6291 người.